# May Clark
May Clark, nata Mabel Clark (Sunbury-on-Thames, 9 agosto 1889 – Englewood, 31 maggio 1984), è stata un'attrice inglese del cinema muto, prima interprete sullo schermo del personaggio di Alice, creato da Lewis Carroll.

## Biografia
Nata il 9 agosto 1889 a Sunbury-on-Thames, Middlesex, da Louisa Chapman e William John Clark, un costruttore di barche, lavorò agli studi Hepworth come montatrice e segretaria di produzione. Prese parte come attrice, fin da ragazzina, a diversi film della casa di produzione fondata da Cecil Hepworth e, nel 1903, quando aveva 14 anni, le fu affidato il ruolo della protagonista in Alice in Wonderland, la prima versione cinematografica del personaggio creato da Lewis Carroll. Nel film appare anche Norman Whitten, che May avrebbe sposato qualche anno più tardi, nel 1907. Dal matrimonio sarebbe nato un figlio, Vernon: anche lui, a dieci anni, nel 1920, appare in un film, In the Days of Saint Patrick, girato in Irlanda e diretto da suo padre.
May Clark girò nella sua carriera una ventina di pellicole, l'ultima delle quali, The Gentleman Gypsy, risale al 1908. Nel 1905 era stata una delle interpreti di Rescued by Rover, un famoso film girato da Hepworth tutto in famiglia che impiegava come protagonista il cane di casa, il collie Blair, che - dopo quel film - sarebbe diventato la prima star canina dello schermo.
Nel 1969, May Clark venne intervistata per la serie tv della BBC Yesterday's Witness insieme ad altri attori e registi famosi.
L'attrice morì il 31 maggio 1984 negli Stati Uniti, a Englewood, nel New Jersey, all'età di 94 anni.

## Filmografia
La filmografia - basata su IMDb - è completa.

### Attrice
- How It Feels to Be Run Over, regia di Cecil M. Hepworth - cortometraggio (1900)
- Interior of a Railway Carriage - Bank Holiday, regia di Cecil M. Hepworth - cortometraggio (1901)
- The Call to Arms, regia di Cecil M. Hepworth - cortometraggio (1902)
- The Frustrated Elopement, regia di Percy Stow - cortometraggio (1902)
- Peace with Honour, regia di Cecil M. Hepworth e Percy Stow - cortometraggio (1902)
- That Eternal Ping-Pong, regia di Percy Stow - cortometraggio (1902)
- Alice in Wonderland, regia di Cecil M. Hepworth e Percy Stow - cortometraggio (1903)
- Only a Face at the Window, regia di Percy Stow - cortometraggio (1903)
- The Neglected Lover and the Stile, regia di Percy Stow - cortometraggio (1903)
- The Knocker and the Naughty Boys, regia di Percy Stow - cortometraggio (1903)
- The Joke That Failed, regia di Percy Stow - cortometraggio (1903)
- The Parson's Cookery Lesson, regia di Lewin Fitzhamon - cortometraggio (1904)
- The Great Servant Question, regia di Lewin Fitzhamon - cortometraggio (1904)
- The Slavey's Dream, regia di Lewin Fitzhamon - cortometraggio (1904)
- The Honeymoon: First, Second and Third Class, regia di Lewin Fitzhamon - cortometraggio (1904)
- Rescued by Rover, regia di Cecil M. Hepworth - cortometraggio (1905)
- A Seaside Girl, regia di Lewin Fitzhamon - cortometraggio (1907)
- The Artful Lovers, regia di Lewin Fitzhamon - cortometraggio (1907)
- Preserving Edwin, regia di Lewin Fitzhamon - cortometraggio (1907)
- The Gentleman Gypsy, regia di Lewin Fitzhamon - cortometraggio (1908)

### Film o documentari dove appare May Clark
- Yesterday's Witness (serie tv) (1969)